# Projekt 1941 Titan
Projekt 1941 Titan (ryska: Титан, NATO-rapporteringsnamn: Kapusta-klass) var Sovjetiska flottans största signalspaningsfartyg.

## Bakgrund
Under kalla kriget rådde en ständig kapplöpning och kapprustning mellan USA och Sovjetunionen. För att få underrättelser om USA:s strategiska kärnvapenförmåga behövde Sovjetunionen övervaka de robotskjutfält i Stilla havet där Amerikanska flygvapnet testade interkontinentala ballistiska robotar. Man behövde bygga en radar stor nog att kunna följa robotarnas bana i rymden och ett fartyg stort nog att kunna bära radarn över hela Stilla havet och patrullera där under lång tid.

## Historia
Det första och enda fartyget i klassen, SSV-33 Ural började byggas på Baltijskij zavod i Leningrad i juni 1981 och sjösattes i maj 1983. Skrovet och maskineriet kopierades från Projekt 1144 Orlan men kompletterades med två konventionella ångpannor. Fartyget togs i tjänst 6 januari 1989. Första resan från Leningrad till Vladivostok genomfördes på 59 dagar med ett stopp i Cam Ranh i Vietnam.
På grund av problem med reaktorkylningen fick hon aldrig tillfälle att patrullera Kwajalein-atollen som hon var byggd för, men från sin ankarplats i Vladivostok kunde hon ändå övervaka hela norra Stilla Havet och genomförde mycket värdefull signalspaning mot Japan, Sydkorea och de amerikanska styrkor som var baserade där.
Sommaren 1990 inträffade en brand i aktre maskinrummet som förstörde generatorn och elsystemet och fartyget fick därefter förlita sig enbart på elkraft från förliga maskinrummet (reaktorerna var alltid avstängda i hamn). Detta fungerade fram till hösten 1991 då även denna generator gick sönder. Ett annat intermezzo som inträffade samma höst var att fartyget slet sig från sin boj under en storm och drev ut till havs. Fartyget var för stort för att bogserbåtarna skulle kunna bogsera in henne i hamn igen så länge stormen varade, men de lyckades i alla fall hindra att fartyget drev upp på land. I några månader drevs fartygets system med reservkraft från dieselgeneratorer, men efter Sovjetunionens fall fanns inga pengar för reparationer och underhåll, så fartyget avrustades och lades i malpåse.
Hösten 2008 förstördes radomen till fartygets största radar (NATO-namn Ship Globe) av en storm och blottade radarantennen på insidan.